# 馬加美
馬加美（1589年6月18日（萬曆十七年五月初六）—1663年6月16日（康熙二年五月十一）），和名大里親方良安，琉球國第二尚氏王朝政治家、三司官。他是馬成龍（北溪親方良辰）的第三子，也是馬世榮（名護親方良員）之孫。
崇禎十二年（1639年），為請寬朝壽「所帶銀兩討收以償還年期」事，馬加美奉命與向氏儀保親雲上朝末一起出使薩摩藩。朝末於十一月初五日（11月29日）病死，馬加美於同年秋回國。
崇禎十三年（1640年），有南蠻船漂泊到西表島，騷擾地方。翌年，馬加美奉命跟隨尚成勳（讀谷山王子朝孝）、章邦彥（宜野灣親方正成）率領官兵數百人，連同薩摩藩官員澁谷四郎左衞門、喜入吉兵衞一起前往八重山處置此事。此時南蠻船已經離開，一行人搜查吉利支丹之後離開了八重山。
崇禎十六年癸未十二月五日（1644年1月14日），其兄馬勝連（勝連親方良繼）致仕，馬加美繼任三司官一職。順治元年（1644年），馬加美以年頭使的身份前往薩摩藩慶祝新年。順治九年（1652年）致仕。康熙二年癸卯五月十一日（1663年6月16日）卒。